# Padvariai (Kretinga)

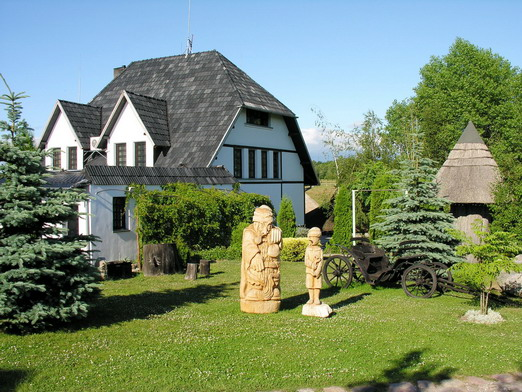
Vesnická rekreační turistická základna v Padvariai, hlavní budova na levém břehu

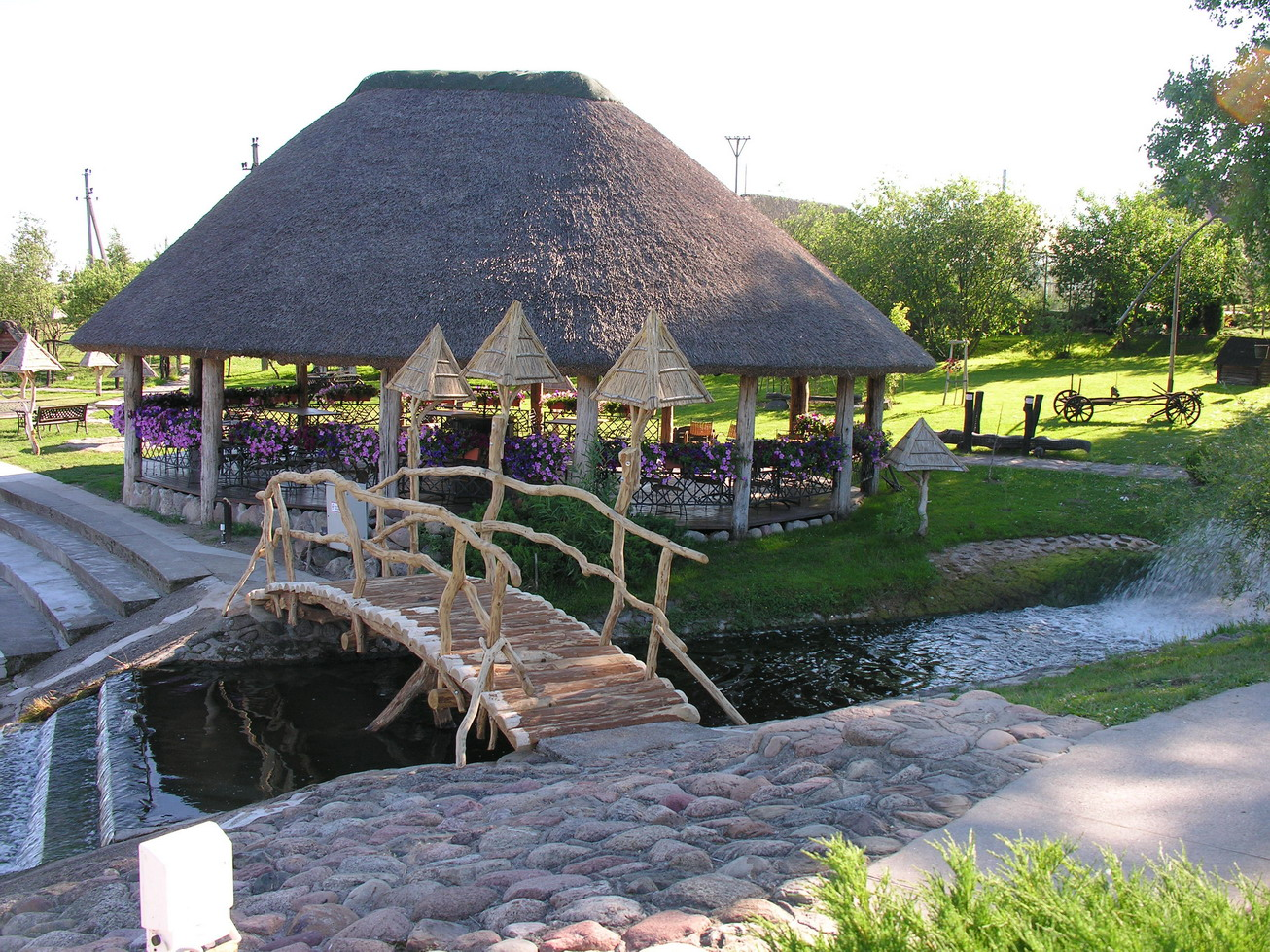
Další stavba tamtéž

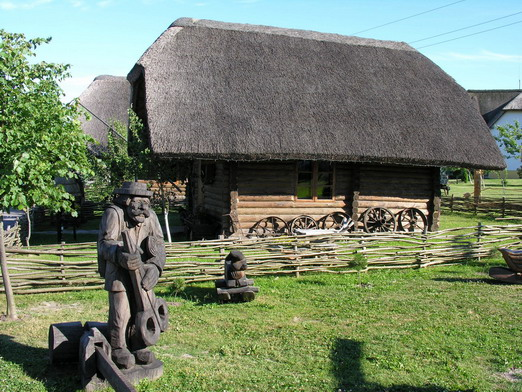
Etnografické hospodářské budovy

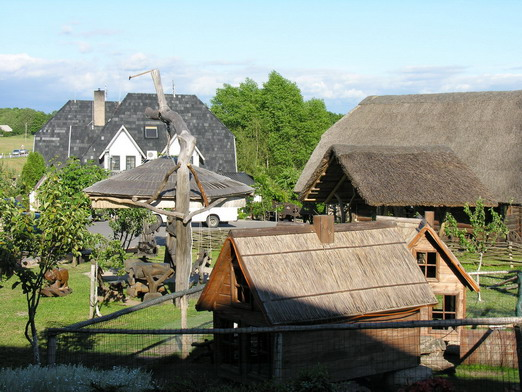
Další stavby v Padvariai

Padvariai je ves v Litvě na severoseverovýchodním okraji Kretingy, při silnici č. 218 Kretinga – Darbėnai za železniční tratí, fakticky již příměstská čtvrť Kretingy, avšak patří do seniorátu Kretinga. Poštovní směrovací číslo je LT-95157. Ves v současnosti nejvíce proslavila vesnická rekreační turistická základna s pensionem a restaurací (Vienkiemis), chráněná od severu vysokou hrází průtočného rybníka Padvariai na řece Akmeně. V roce 2007 zde byla neobvykle velká povodeň.